# 岩州
岩州（がんしゅう）は、中国にかつて存在した州。
596年（開皇16年）、隋代により設置された。605年（大業元年）に廃止され、管轄県は相州に編入された。

## 下部行政区画
- 林慮県